# 1812-km-Rennen von Katar 2024

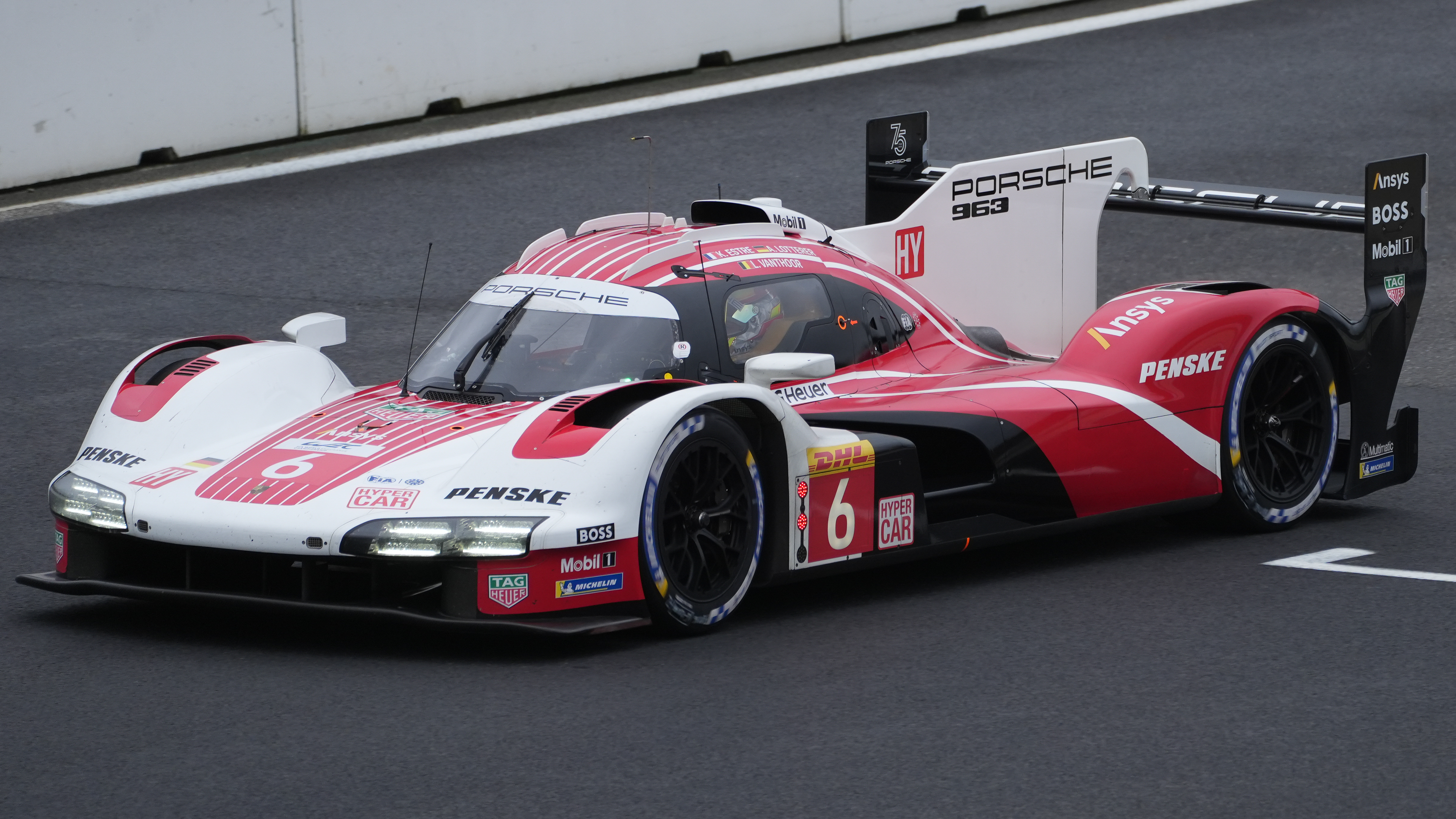
Porsche 963 mit der Startnummer 6; Siegerwagen von Kévin Estre, André Lotterer und Laurens Vanthoor

Das 1812-km-Rennen von Katar 2024, auch Qatar Airways Qatar 1812 Km, fand am 2. März auf dem Losail International Circuit statt und war der erste Wertungslauf der FIA-Langstrecken-Weltmeisterschaft dieses Jahres. Die Renndistanz von 1812 Kilometer ist ein Verweis auf den Nationalfeiertag von Katar, der alljährlich am 18. Dezember (18.12) stattfindet. Die maximale Fahrzeit von 10 Stunden legte die FIA fest.

## Das Rennen
Beim ersten Rennen der FIA-Langstrecken-Weltmeisterschaft 2024 debütierten drei neue LMDh-Fahrzeuge. Neben dem BMW M Hybrid V8 fuhren der Lamborghini SC63 und der Alpine A424 ihr erstes WEC-Rennen. Dazu kam mit dem Isotta Fraschini Tipo 6-C ein neues Le Mans Hypercar. Für Erstaunen in der Fachwelt sorgte die vom Automobile Club de l’Ouest und der Fédération Internationale de l’Automobile bekannt gegebene Balance of Performance. Der Toyota GR010 Hybrid, mit dem Toyota GAZOO Racing 2023 sechs der sieben Wertungsläufe gewonnen hatte, erhielt ein Gesamtgewicht von 1089 kg. Damit war das Fahrzeug um 9 kg schwerer als die ursprünglich im technischen Reglement festgeschriebenen 1080 kg Höchstgewicht. Der Toyota war um 51 kg schwerer als der Porsche 963, der das Rennen gewann. Mit 514 kW hatte der Porsche auch um 4 kW mehr Systemleitung als der Toyota. Beim Prolog, im Training und im Rennen waren die Porsche im Schnitt um 1,5 Sekunden pro Runde schneller als die Toyota.
Nach einer knappen Stunde Rennzeit übernahm der Porsche 963 von Kévin Estre, André Lotterer und Laurens Vanthoor die Führung und gab sie bis zum Ende nicht mehr ab. Ein Drama erlebte der Peugeot 9X8 mit der Startnummer 93. Solide auf dem zweiten Gesamtplatz liegend ging dem Fahrzeug mit Jean-Éric Vergne am Steuer in der letzten Runde der Treibstoff aus. Wegen Schwierigkeiten beim Tanken während des letzten Boxenstopps war offenbar zu wenig Benzin eingefüllt worden. Nur mit dem Elektromotor die restliche Runde fahrend kam Vergne als Gesamtsiebter ins Ziel. Nach dem Ende des Rennens folgte die Disqualifikation, weil der Peugeot nicht ohne fremde Hilfe in den Parc fermé fahren konnte und kein Treibstoff zur Kontrolle mehr im Tank war.
Der ursprünglich viertplatzierte Cadillac V-Series.R von Earl Bamber, Alex Lynn und Sébastien Bourdais wurde wegen eines illegalen Diffusors nachträglich disqualifiziert.

## Ergebnisse

### Schlussklassement
| 1               | LMH   | 6   | Porsche Penske Motorsport | Kévin Estre André Lotterer Laurens Vanthoor               | Porsche 963                      | 335 |
| 2               | LMH   | 12  | Hertz Team Jota           | Will Stevens Callum Ilott Norman Nato                     | Porsche 963                      | 335 |
| 3               | LMH   | 5   | Porsche Penske Motorsport | Matt Campbell Michael Christensen Frédéric Makowiecki     | Porsche 963                      | 335 |
| 4               | LMH   | 83  | AF Corse                  | Robert Kubica Ye Yifei Robert Schwarzman                  | Ferrari 499P                     | 334 |
| 5               | LMH   | 7   | Toyota Gazoo Racing       | Mike Conway Kamui Kobayashi Nyck de Vries                 | Toyota GR010 Hybrid              | 334 |
| 6               | LMH   | 50  | Ferrari AF Corse          | Antonio Fuoco Miguel Molina Nicklas Nielsen               | Ferrari 499P                     | 333 |
| 7               | LMH   | 35  | Alpine Endurance Team     | Paul-Loup Chatin Ferdinand Habsburg Charles Milesi        | Alpine A424                      | 333 |
| 8               | LMH   | 8   | Toyota Gazoo Racing       | Sébastien Buemi Brendon Hartley Ryō Hirakawa              | Toyota GR010 Hybrid              | 333 |
| 9               | LMH   | 99  | Proton Competition        | Julien Andlauer Harry Tincknell Neel Jani                 | Porsche 963                      | 333 |
| 10              | LMH   | 20  | BMW M Team WRT            | Sheldon van der Linde Robin Frijns René Rast              | BMW M Hybrid V8                  | 332 |
| 11              | LMH   | 36  | Alpine Endurance Team     | Nicolas Lapierre Matthieu Vaxivière Mick Schumacher       | Alpine A424                      | 332 |
| 12              | LMH   | 51  | Ferrari AF Corse          | James Calado Antonio Giovinazzi Alessandro Pier Guidi     | Ferrari 499P                     | 332 |
| 13              | LMH   | 63  | Lamborghini Iron Lynx     | Mirko Bortolotti ---- Daniil Kvjat Edoardo Mortara        | Lamborghini SC63                 | 330 |
| 14              | LMH   | 15  | BMW M Team WRT            | Dries Vanthoor Raffaele Marciello Marco Wittmann          | BMW M Hybrid V8                  | 327 |
| 15              | LMH   | 94  | Peugeot TotalEnergies     | Loïc Duval Paul di Resta Stoffel Vandoorne                | Peugeot 9X8                      | 316 |
| 16              | LMGT3 | 92  | Manthey Pure Racing       | Klaus Bachler Alex Malykhin Joel Sturm                    | Porsche 911 GT3 R LMGT3          | 299 |
| 17              | LMGT3 | 27  | Heart of Racing Team      | Ian James Daniel Mancinelli Alex Riberas                  | Aston Martin Vantage AMR GT3 Evo | 299 |
| 18              | LMGT3 | 777 | D'Station Racing          | Marco Sørensen Erwan Bastard Clément Mateu                | Aston Martin Vantage AMR GT3 Evo | 298 |
| 19              | LMGT3 | 46  | Team WRT                  | Valentino Rossi Ahmad Al Harthy Maxime Martin             | BMW M4 GT3                       | 298 |
| 20              | LMGT3 | 54  | Vista AF Corse            | Francesco Castellacci Thomas Flohr Davide Rigon           | Ferrari 296 GT3                  | 297 |
| 21              | LMGT3 | 31  | Team WRT                  | Augusto Farfus Sean Gelael Darren Leung                   | BMW M4 GT3                       | 297 |
| 22              | LMGT3 | 55  | Vista AF Corse            | François Hériau Simon Mann Alessio Rovera                 | Ferrari 296 GT3                  | 297 |
| 23              | LMGT3 | 85  | Iron Dames                | Sarah Bovy Michelle Gatting Doriane Pin                   | Lamborghini Huracán GT3 Evo 2    | 295 |
| 24              | LMGT3 | 88  | Proton Competition        | Dennis Olsen Mikkel Pedersen Giorgio Roda                 | Ford Mustang GT3                 | 294 |
| 25              | LMGT3 | 82  | TF Sport                  | Sébastien Baud Daniel Juncadella Hiroshi Koizumi          | Chevrolet Corvette Z06 GT3.R     | 294 |
| 26              | LMGT3 | 77  | Proton Competition        | Ben Barker Ryan Hardwick Zacharie Robichon                | Ford Mustang GT3                 | 293 |
| 27              | LMGT3 | 60  | Iron Lynx                 | Matteo Cressoni Franck Perera Claudio Schiavoni           | Lamborghini Huracán GT3 Evo 2    | 291 |
| 28              | LMGT3 | 95  | United Autosports         | Josh Caygill Nico Pino Marino Satō                        | McLaren 720S GT3 Evo             | 284 |
| 29              | LMGT3 | 59  | United Autosports         | Nicolas Costa James Cottingham Grégoire Saucy             | McLaren 720S GT3 Evo             | 284 |
| 30              | LMGT3 | 91  | Manthey EMA               | Richard Lietz Morris Schuring Yasser Shahin               | Porsche 911 GT3 R LMGT3          | 284 |
| 31              | LMGT3 | 87  | Akkodis ASP Team          | Takeshi Kimura José María López Esteban Masson            | Lexus RC F GT3                   | 273 |
| Nicht klassiert |       |     |                           |                                                           |                                  |     |
| 32              | LMH   | 38  | Hertz Team Jota           | Jenson Button Philip Hanson Oliver Rasmussen              | Porsche 963                      | 309 |
| Disqualifiziert |       |     |                           |                                                           |                                  |     |
| 33              | LMH   | 2   | Cadillac Racing           | Earl Bamber Alex Lynn Sébastien Bourdais                  | Cadillac V-Series.R              | 334 |
| 34              | LMH   | 93  | Peugeot TotalEnergies     | Mikkel Jensen Nico Müller Jean-Éric Vergne                | Peugeot 9X8                      | 334 |
| Ausgefallen     |       |     |                           |                                                           |                                  |     |
| 35              | LMGT3 | 78  | Akkodis ASP Team          | ---- Timur Boguslavskiy Kelvin van der Linde Arnold Robin | Lexus RC F GT3                   | 249 |
| 36              | LMGT3 | 81  | TF Sport                  | Rui Andrade Charlie Eastwood Tom Van Rompuy               | Chevrolet Corvette Z06 GT3.R     | 177 |
| 37              | LMH   | 11  | Isotta Fraschini          | Carl Wattana Bennett Antonio Serravalle Jean Karl Vernay  | Isotta Fraschini Tipo 6-C        | 157 |

### Nur in der Meldeliste
Zu diesem Rennen sind keine weiteren Meldungen bekannt.

### Klassensieger
| Klasse | Fahrer        | Fahrer         | Fahrer           | Fahrzeug                | Platzierung im Gesamtklassement |
| ------ | ------------- | -------------- | ---------------- | ----------------------- | ------------------------------- |
| LMH    | Kévin Estre   | André Lotterer | Laurens Vanthoor | Porsche 963             | Gesamtsieg                      |
| LMGT3  | Klaus Bachler | Alex Malykhin  | Joel Sturm       | Porsche 911 GT3 R (992) | Rang 16                         |

### Hypercar-Balance-of-Performance
| Fahrzeug                        | Mindestgewicht | Max. Leistung | Max. Energiemenge pro Stint | Hybridboost ab | Handicap Nachtanken |
| ------------------------------- | -------------- | ------------- | --------------------------- | -------------- | ------------------- |
| Cadillac V-Series.R (LMDh)      | 1032 kg (+ 2)  | 499 kW        | 890 Megajoule               | –              | –                   |
| Ferrari 449P (LMH)              | 1075 kg (- 1)  | 503 kW (- 2)  | 902 Megajoule (+ 4)         | 190 km/h       | 0,2 Sekunden        |
| Peugeot 9X8 (LMH)               | 1030 kg (- 8)  | 520 kW        | 904 Megajoule (- 3)         | 150 km/h       | 0,2 Sekunden        |
| Porsche 963 (LMDh)              | 1048 kg (+ 2)  | 505 kW (- 9)  | 900 Megajoule (- 9)         | –              | –                   |
| Toyota GR010 Hybrid (LMH)       | 1089 kg (+ 9)  | 510 kW (- 4)  | 914 Megajoule (+ 7)         | 190 km/h       | 0,2 Sekunden        |
| BMW M Hybrid V8 (LMDh)          | 1060 kg        | 506 kW        | 904 Megajoule               | –              | –                   |
| Alpine A424 (LMDh)              | 1070 kg        | 510 kW        | 909 Megajoule               | –              | –                   |
| Lamborghini SC63 (LMDh)         | 1041 kg        | 502 kW        | 895 Megajoule               | –              | –                   |
| Isotta Fraschini Tipo 6-C (LMH) | 1085 kg        | 514 kW        | 917 Megajoule               | 190 km/h       | 0,2 Sekunden        |

### Renndaten
- Gemeldet: 37
- Gestartet: 37
- Gewertet: 32
- Rennklassen: 2
- Zuschauer: unbekannt
- Wetter am Rennwochenende: trocken und heiß
- Streckenlänge: 5,419 km
- Fahrzeit des Siegerteams: 9:55:51,926 Stunden
- Runden des Siegerteams: 335
- Distanz des Siegerteams: 1815,365 km
- Siegerschnitt: 193,900 km/h
- Pole Position: Matt Campbell – Porsche 963 (#5) – 1:39,154 = 196,700 km/h
- Schnellste Rennrunde: Matt Campbell – Porsche 963 (#5) – 1:39,748 = 195,500 km/h
- Rennserie: 1. Lauf zur FIA-Langstrecken-Weltmeisterschaft 2024